# Matej Boltauzer
Matej Boltauzer (Eslovenia, 24 de mayo de 1974) es un árbitro de baloncesto esloveno de la FIBA.

## Trayectoria
Empezó a dirigir partidos en la Liga Eslovena en el año 2000, y en 2003 se convirtió en árbitro FIBA y a dirigir partidos de la Euroliga. Fue designado para el Campeonato del mundo de baloncesto de 2014.

## Temporadas
| Categoría     | País      | Año               |
| ------------- | --------- | ----------------- |
| Liga Eslovena | Eslovenia | 2000 - Actualidad |
| FIBA          | Mundo     | 2003 - Actualidad |
| Euroliga      | Europa    | 2004 - Actualidad |